# 乘客通告
乘客通告（Notice to Passengers），是巴士公司提示乘客的常用物品之一，用以通知有關巴士運作上的安排或改動。

## 車站通告
車站通告是巴士公司提示乘客的最常用方法，用途也最廣泛，各類與巴士車務有關的改動都以車站通告的方式張示出來，通常張示在站牌上或候車處旁。
於車站張示的通告主題包括：
- 常規巴士路線的開辦、停辦或永久改動
- 特別巴士路線的安排
- 臨時交通安排或道路工程通知（如交通改道、遷移車站）
- 特別提示（如防治甲型H1N1流感、乘客守則、轉乘優惠條款等）

## 車廂通告
車廂通告是另一種巴士公司常用的提示方法，但用途集中於有關行走中路線的永久或臨時改動。
有時巴士公司會以公告形式作溫馨提示，如2009年中發出防治甲型H1N1流感的車廂通告。

## 手寫通告
當發生突發事故影響巴士服務時，由於需於短時間內通知乘客最新交通安排，根本沒有時間等待總部印發通告，因此車長或站長可能會自行書寫手寫通告，張貼於站頭或車上。

## 網站新聞稿
網站新聞稿是近年巴士公司採用的形式之一，在巴士公司網站上的「新聞稿」專頁或智能手機應用程式可找到有關通告。
- 九巴及龍運：http://www.kmb.hk/tc/news/press/archives.html（页面存档备份，存于）
  - 顯示2018年或以後的新聞稿
- 城巴及新巴：http://www.nwstbus.com.hk/whatsNew/pressRelease.aspx?intLangID=2（页面存档备份，存于）
  - 顯示2014年或以後的新聞稿
- 嶼巴：http://www.nlb.com.hk/news（页面存档备份，存于）
  - 顯示今年的新聞稿

新聞稿除了包括常規巴士路線的開辦／停辦／永久改動、特別巴士路線的安排、大型活動的臨時交通安排外，巴士公司間中會宣傳其業績及工作成果，如。

## 小巴通告
小巴營辦商可能因應需要，而自行發出通告，通常是普通A4紙及一般文字檔案格式，沒有統一標準。